# Simone Bentivoglio
Simone Bentivoglio (ur. 29 maja 1985 w Pinerolo) – włoski piłkarz występujący na pozycji środkowego pomocnika. Zawodnik Venezii.

## Kariera klubowa
Simone Bentivoglio jest wychowankiem Juventusu. Sezon 2005/2006 spędził na wypożyczeniu w drugoligowym zespole AC Mantova. Zajął z nim 4. miejsce w rozgrywkach Serie B, a w barażach o awans do pierwszej ligi Mantova przegrała z Torino FC. Włoch rozegrał w lidze 16 meczów, jednak tylko 2 z nich w podstawowym składzie. Po zakończeniu rozgrywek połowę praw do karty Bentivoglio przejęło Chievo. Włodarze tego klubu na sezon 2006/2007 wypożyczyli piłkarza do Modeny. Włoch od razu wywalczył sobie miejsce w podstawowej jedenastce nowej drużyny. Razem z Modeną Bentivoglio nie radził sobie jednak najlepiej i w końcowej tabeli Serie B uplasował się dopiero na 15. pozycji.
W 2007 Bentivoglio powrócił do Chievo. W sezonie 2007/2008 zwyciężył z nim w rozgrywkach Serie B i awansował do pierwszej ligi. W Serie A zadebiutował 31 sierpnia w wygranym 2:1 pojedynku przeciwko Regginie. Pierwszego gola zdobył natomiast 14 grudnia, kiedy to Chievo przegrało 2:4 wyjazdowe spotkanie z Interem Mediolan. Na początku sezonu 2010/2011 Bentivoglio rozegrał setny ligowy mecz w barwach klubu z Werony.

## Kariera reprezentacyjna
Bentivoglio ma za sobą występy w młodzieżowych reprezentacjach Włoch. Grał w każdym z juniorskich zespołów swojego kraju, dla których łącznie rozegrał 44 mecze i strzelił 4 gole. W zespole do lat 21 zadebiutował 12 grudnia 2006 w pojedynku z Luksemburgiem.